# نیروگاه حرارتی

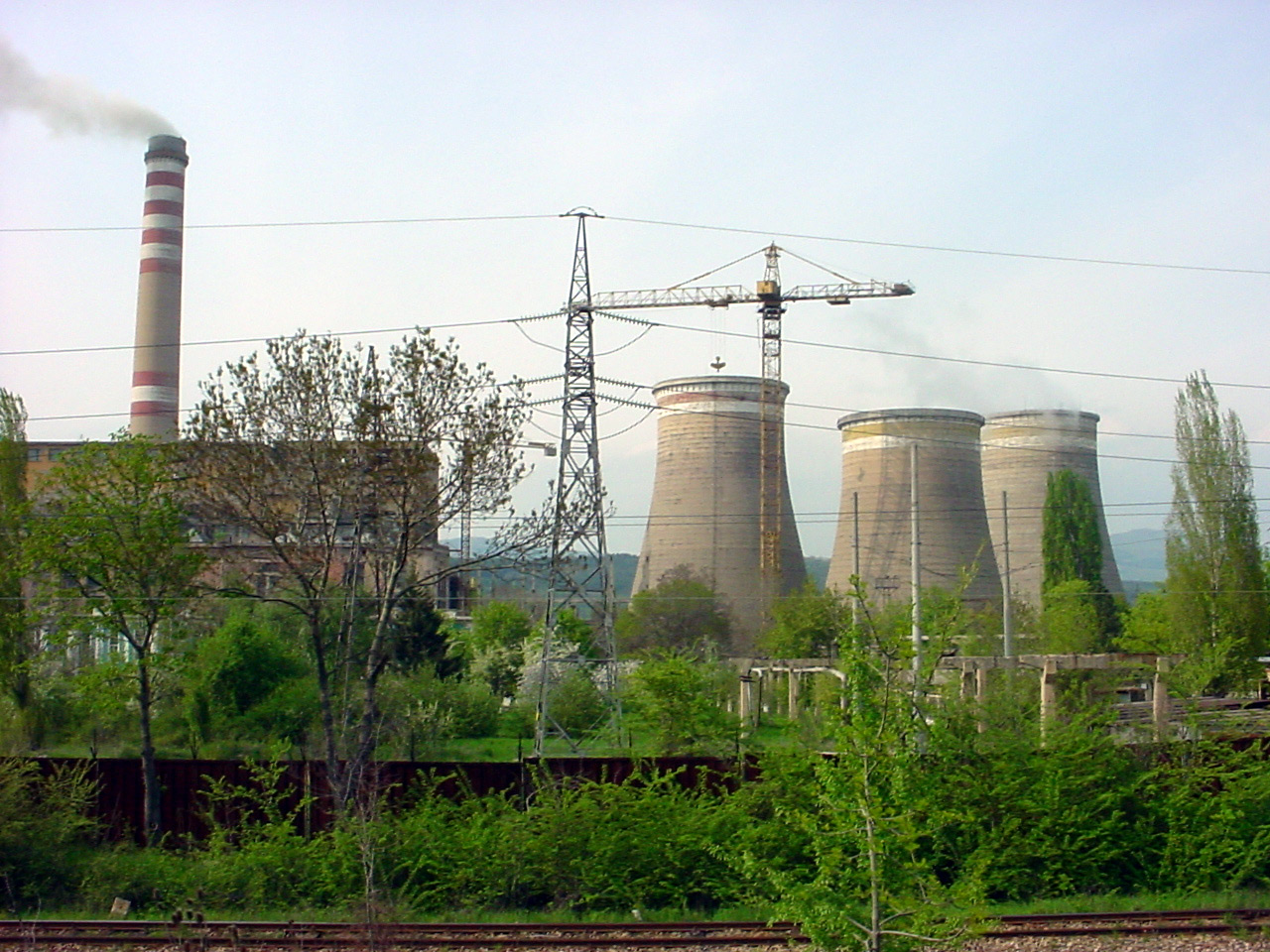
یک نیروگاه گرمایی در صوفیه، بلغارستان

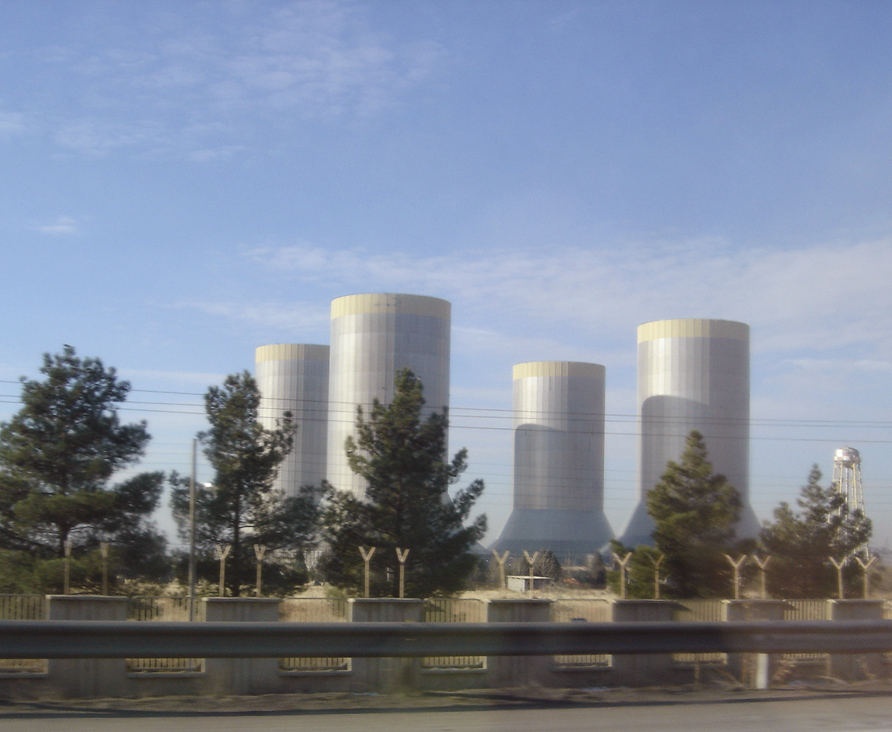
نیرروگاه حرارتی و سیکل ترکیبی شهید رجایی در استان قزوین

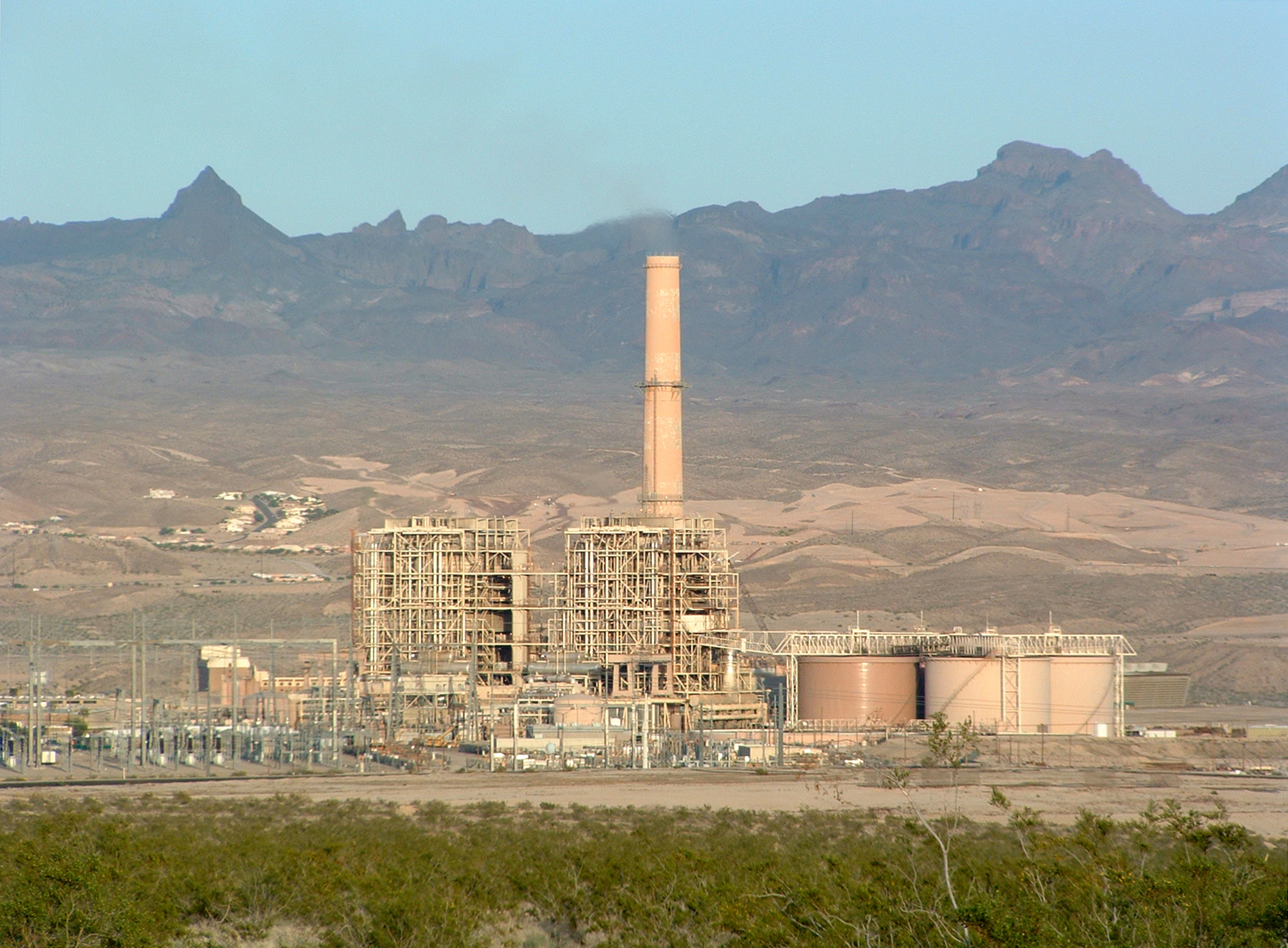
یک نیروگاه در نوادا که با سوخت زغال‌سنگ کار می‌کند و ۱۵۸۰ مگاوات برق تولید می‌کند.

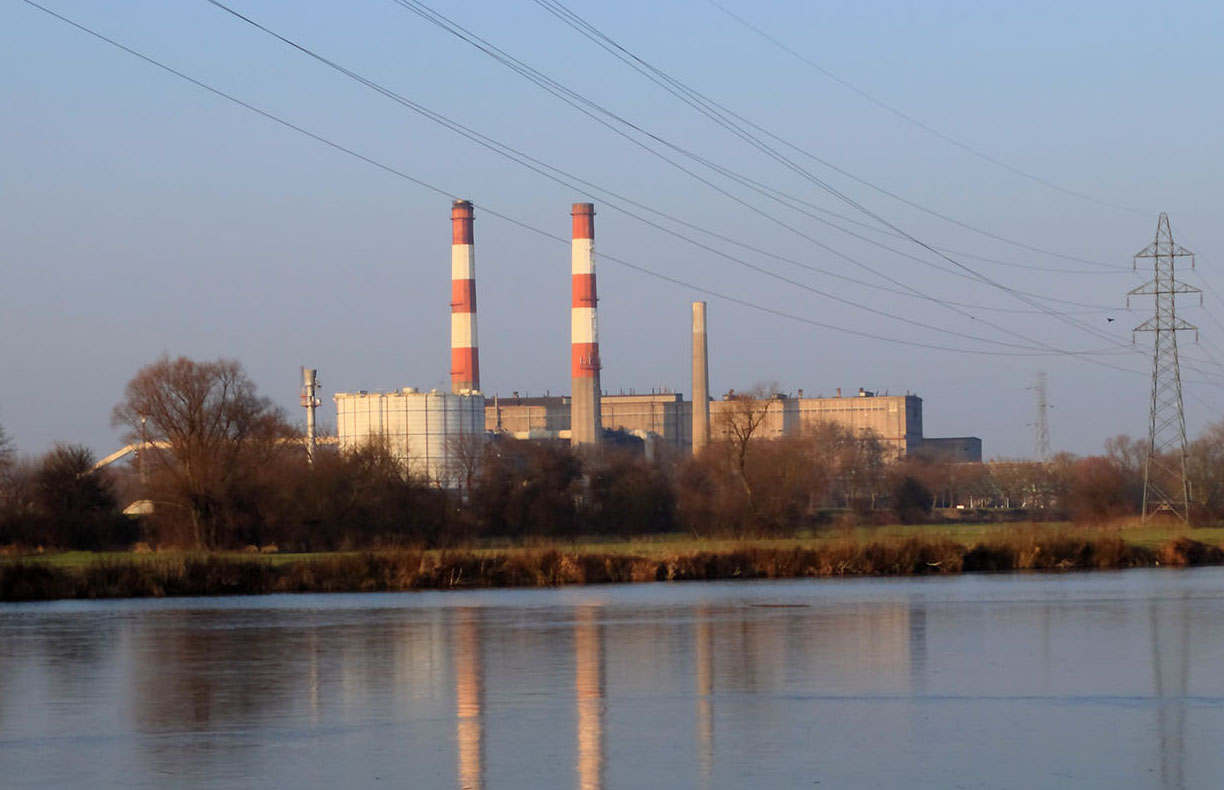
یک نیروگاه حرارتی در فرانسه

دیاگرام بلوکی یک نیروگاه بخاری محور به تمام توربین‌ها متصل و سپس به ژنراتور متصل می‌شود. بخار آب پس از گرم شدن مجدد به توربین بعدی می‌رود. و سرانجام بخار پس از گذشت از کندانسور دوباره به آب تبدیل شده و به دیگ‌خانه می‌رود. Pm: توان مکانیکی وارد شده به ژنراتور. Pe: توان الکتریکی تولید شده.

نیروگاه حرارتی (به انگلیسی: Thermal power station) گونه‌ای از نیروگاه است که معمولاً از بخار به عنوان سیال و عامل محرک استفاده می‌کند. آب پس از گرم شدن به سمت توربین بخار که به یک ژنراتور متصل شده می‌رود و با استفاده از انرژی جنبشی خود آن را به حرکت درمی‌آورد. پس از عبور بخار از توربین، بخار در کندانسور فشرده می‌شود. بزرگترین اختلاف در طراحی نیروگاه‌های گرمایی نیز به نوع سوخت مصرفی در نیروگاه مربوط است. تقریباً تمامی نیروگاه‌هایی که با استفاده از زغال‌سنگ، انرژی هسته‌ای، انرژی زمین‌گرمایی یا انرژی گرمایی خورشید کار می‌کنند نیروگاه حرارتی محسوب می‌شوند. گاز طبیعی نیز برخی اوقات در بویلرها یا توربین‌ های گازی مورد استفاده قرار می‌گیرد. از مشکلات نیروگاه‌های حرارتی می‌توان به تولید دی‌اکسید کربن اشاره کرد.
این نیروگاه‌ها معمولاً در اندازه‌های بزرگ و برای استفاده مداوم ساخته می‌شوند.

## تاریخچه
تا سده ۱۹ میلادی از موتورهای بخار که توسط توماس ادیسون اختراع شده بود برای کاربردهای صنعتی استفاده می‌شد. اولین نیروگاه‌های بزرگ تولید برق در نیویورک و لندن نیز از موتورهای بخار استفاده می‌کردند. زمانی که اندازهٔ ژنراتورها رفته‌رفته بزرگ شد، استفاده از توربین‌های بخار به دلیل بهره‌وری بالا و قیمت ساخت پایین‌ترشان گسترش یافت. پس از دههٔ ۱۹۲۰ تمامی نیروگاه‌های نسبتاً بزرگ با توان تولیدی حدود چند کیلووات نیز از توربین‌های بخار استفاده می‌کردند.

## بهره‌وری
بهره‌وری الکتریکی یک نیروگاه حرارتی مرسوم با استفاده از نسبت برق تحویلی به شین‌های اصلی و حرارت تولیدی در کوره به دست می‌آید و معمولاً بین ۳۳ تا ۴۸ درصد است. میزان بهره‌وری نیروگاه‌های حرارتی نیز مانند تمامی موتورهای گرمایی محدود به قانون ترمودینامیک (چرخه کارنو) است و بنابراین بقیهٔ انرژی به صورت گرما از نیروگاه خارج می‌شود. این گرمای اضافی را معمولاً با استفاده از آب یا برج‌های خنک‌کننده از نیروگاه خارج می‌کنند. اگر از این گرما برای کاربردهای دیگر مانند گرمایش محیط یا… استفاده شود به این چرخه، «چرخه ترکیبی» می‌گویند. یکی از کاربردهای اصلی این گرما در تأسیسات نمک‌زدایی است که بیشتر در کشورهای کویری که دارای منابع گاز طبیعی هستند مورد استفاده قرار می‌گیرد و به این ترتیب آب شیرین و الکتریسیته با هم در چرخه‌هایی وابسته ایجاد می‌شوند.
با این که بهره‌وری این نیروگاه‌ها از نظر قوانین ترمودینامیک محدود است اما با افزایش حرارت و به مثابه آن افزایش فشار بخار می‌توان کارایی این نیروگاه‌ها را افزایش داد. در گذشته‌استفاده از جیوه به عنوان سیال در تحقیقات آزمایشگاهی نشان داده که این فلز می‌تواند فشار بیشتری را در حرارتی کمتر نسبت به آب ایجاد کند اما خطر غیرقابل چشم‌پوشی سمی بودن این فلز و امکان نشت آن استفاده از این عنصر را به عنوان سیال منتفی کرد.

## هزینه‌ها
هزینه تولید انرژی الکتریکی در یک نیروگاه حرارتی مستقیم به هزینه سوخت آن بر می‌گردد. هم چنین عواملی مانند اپراتور کار، نگهداری، دسترسی و مکان نیروگاه ، می‌توانند بر هزینه نیروگاه تأثیر بگذارند.

## نمودار یک نیروگاه حرارتی با سوخت زغال‌سنگ

نمودار ساده‌شده‌ای از یک نیروگاه حرارتی

| ۱. برج خنک‌کننده               | ۱۰. دریچهٔ کنترل بخار      | ۱۹. سوپرهیتر                   |
| ۲. پمپ آب سرد                 | ۱۱. توربین بخار فشار بالا | ۲۰. پمپ هوا                    |
| ۳. خطوط انتقال سه فاز         | ۱۲. دگازور                | ۲۱. پس‌گرم‌کن                    |
| ۴. ترانسفورماتور افزایش ولتاژ | ۱۳. گرم‌کننده آب           | ۲۲. سوپاپ هوای احتراق          |
| ۵. ژنراتور الکتریکی           | ۱۴. حمل‌کننده زغال‌سنگ      | ۲۳. پیش‌گرم‌کن مقدماتی           |
| ۶. توربین بخار کم فشار        | ۱۵. قیف زغال‌سنگ           | ۲۴. پیش‌گرم‌کن هوا               |
| ۷. پمپ آب بویلر               | ۱۶. پودرساز زغال‌سنگ       | ۲۵. ته‌نشین‌کننده الکترواستاتیکی |
| ۸. تقطیرکننده سطحی            | ۱۷. سیلندر دود بویلر      | ۲۶. پمپ هوا                    |
| ۹. توربین بخار فشار متوسط     | ۱۸. قیف خاکستر            | ۲۷. دودکش                      |

### کوره بویلر و سیلندر بخار
تا زمانی که آب داخل بویلر قرار دارد عملیات مربوط به اضافه کردن گرمای بخار به آن صورت می‌گیرد. بویلر با استفاده از واکنش شیمیایی ناشی از سوختن سوخت‌ها، گرمایی تولیدی را به آب انتقال می‌دهد. آب قبل از وارد شدن به بویلر باید از قسمتی که به آن گرم‌کن مقدماتی می‌گویند بگذرد تا به این ترتیب بهره‌وری بویلر بالا رود.

### آماده‌سازی سوخت
در نیروگاه‌های گرمایی که از زغال‌سنگ استفاده می‌کنند، پس از حمل زغال‌سنگ، آن را به وسیله آسیاب‌های مخصوص خرد کرده و سپس به محفظه سوخت بویلر انتقال می‌دهند. زغال‌سنگ مصرفی باید تا درجهٔ معینی خرد شده باشد تا آماده مصرف در بویلر شود.
برخی از نیروگاه‌ها از نفت به عنوان سوخت و به جای زغال‌سنگ استفاده می‌کنند. این نفت در طول حمل و نقل و در طول مدت ذخیره شدن باید گرم (گرم‌تر از نقطه ریزش) نگه‌داشته شود تا بتوان آن را به راحتی به اتاق احتراق پمپ کرد.
بویلرها در برخی از نیروگاه‌ها از گاز طبیعی به عنوان سوخت اصلی استفاده می‌کنند. از این سوخت در برخی از نیروگاه‌ها به عنوان سوخت کمکی نیز استفاده می‌شود و در صورتی که در روند تهیه سوخت اصلی (نفت یا زغال‌سنگ) اختلالی ایجاد شود به وسیله این سوخت از متوقف شدن عملکرد نیروگاه جلوگیری می‌کنند.

### سیستم سوزاندن سوخت
زمانی‌که زغال پودر شده برای سوزاندن آماده شد از طریق یک مجرای خاص با فشار وارد کوره می‌شود. زاویه و نوع حرکت پودر طوری است که به راحتی با هوای وارد شده به کوره مخلوط شود و موجب تسهیل در سوختن سوخت شود. هوای وارد شده به کوره قبل از وارد شدن به کوره گرم می‌شود و به این ترتیب بهره‌وری کوره بالا خواهد رفت.
برای رساندن دمای کوره به دمای مناسب برای سوزاندن سوخت باید قبل از وارد کردن سوخت دمای کوره را به وسیله یک سوخت دیگر مانند نفت یا گاز طبیعی به دمای مناسب رساند.

### مسیر هوا
برای تأمین هوای لازم در روند سوزاندن سوخت از فن‌های خارجی خاصی استفاده می‌شود. این فن‌ها ابتدا هوا را از جو دریافت کرده و پس از عبور دادن آن از پیش گرم‌کن و گرم کردن هوا برای سوختن بهتر، هوا را از یک مجرای خاص و با فشار وارد کوره می‌کنند.
برای عادی نگه داشتن فشار داخل کوره و در نتیجه جلوگیری از انفجار کوره و همچنین خارج کردن گازهای ناشی از سوختن سوخت از فن‌های مکنده استفاده می‌شود. قبل از اینکه این فن‌ها گازها و گرد و غبار موجود در کوره را به محیط انتقال دهند باید گازها از داخل یک فیلتر عبور تا از آسیب‌های زیست‌محیطی ورود آن‌ها به محیط زیست کاسته شود.

### سیستم‌های پشتیبانی

#### جمع‌آوری خاکستر بادی
خاکستر بادی تولید شده در اثر سوختن سوخت به وسیله ته‌نشین‌کنندهٔ الکترواستاتیکی یا فیلتر کیسه‌ای (و یا هر دو) که در محل گازهای خروجی کوره قرار دارد جمع‌آوری می‌شود. پس از جمع‌آوری خاکسترها آن‌ها را به صورت فشرده در انبار و تا زمانی که به محلی دیگر جابجا شوند نگه می‌دارند.

#### جمع‌آوری و دفع خاکستر کف کوره
کف هر کوره یک قیف برای جمع‌آوری خاکستر فراهم شده. این قیف به وسیله آب پر شده تا از پراکنده شدن خاکسترها جلوگیری کند.